# Canton de Romans-sur-Isère-1
Le canton de Romans-sur-Isère-1 est une ancienne division administrative française située dans le département de la Drôme en région Rhône-Alpes, dans l'arrondissement de Valence.
Créé en 1973 par scission du canton de Romans-sur-Isère, il a été supprimé en mars 2015 à la suite du redécoupage des cantons du département.

## Composition
Il était composé des communes de :
| Communes                                                    | Population (2012) | Code postal | Code Insee |
| ----------------------------------------------------------- | ----------------- | ----------- | ---------- |
| Romans-sur-Isère (chef-lieu du canton), fraction de commune | 21 698            | 26100       | 26281      |
| Clérieux                                                    | 2 036             | 26260       | 26096      |
| Geyssans                                                    | 647               | 26750       | 26140      |
| Mours-Saint-Eusèbe                                          | 2 653             | 26540       | 26218      |
| Peyrins                                                     | 2 416             | 26380       | 26231      |
| Saint-Bardoux                                               | 577               | 26260       | 26294      |

La fraction de Romans-sur-Isère incluse dans le canton était celle « déterminée à l'Est par l'axe des voies ci-après : rue des Remparts-Saint-Nicolas, rue Nugues, rue François-Pouzin, avenue Emile-Zola et route de Génissieux ».

## Historique
Le décret no 73-718 du 23 juillet 1973 a scindé le canton unique de Romans-sur-Isère en deux cantons dénommés Romans-sur-Isère-1 et Romans-sur-Isère-2.
À la suite du redécoupage des cantons du département de la Drôme, Romans-sur-Isère ne compte plus qu'un seul canton ; les communes de Clérieux, Mours-Saint-Eusèbe, Peyrins et Saint-Bardoux sont rattachées à ce canton tandis que Geyssans est rattachée au canton de Drôme des collines. Néanmoins, une partie de Romans-sur-Isère est rattachée au canton de Bourg-de-Péage.

## Administration
| Période | Période | Identité         | Étiquette | Qualité |
| ------- | ------- | ---------------- | --------- | --- |
| 1973    | 1982    | Georges Fillioud | PS        | Journaliste Député (1973-1986) Maire de Romans-sur-Isère (1977-1983) Ancien conseiller général du Canton de Romans-sur-Isère |
| 1982    | 2001    | Georges Durand   | UDF-PR    | Avocat - Député (1988-1997)                                                                                                  |
| 2001    | 2015    | Pierre Pieniek   | PRG       | Médecin généraliste Elu en 2015 dans le nouveau canton de Romans-sur-Isère                                                   |

## Démographie
| 1975 | 1982 | 1990   | 1999   | 2006   | 2011   | 2012   |
| ---- | ---- | ------ | ------ | ------ | ------ | ------ |
| -    | -    | 27 115 | 27 886 | 28 619 | 30 027 | 30 293 |